# Elisabeth von Wetzikon

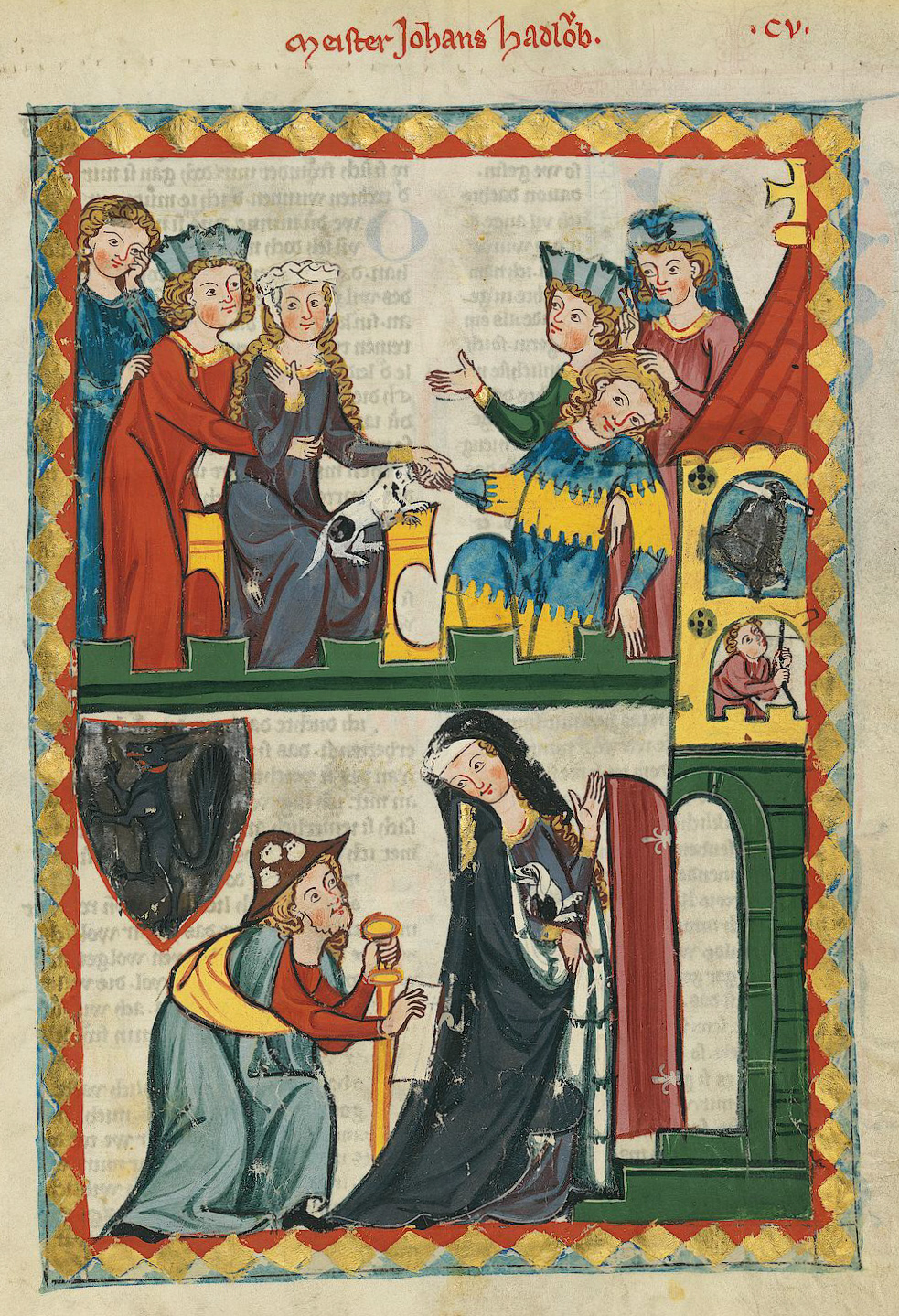
Codex Manesse Johannes Hadlaub für Elisabeth von Wetzikon

Elisabeth von Wetzikon (* um 1235; † 1298 in Zürich) war von 1270 bis 1298 Fürstäbtissin des Fraumünsterklosters in Zürich und damit die Herrin der Stadt.

## Leben und Wirken

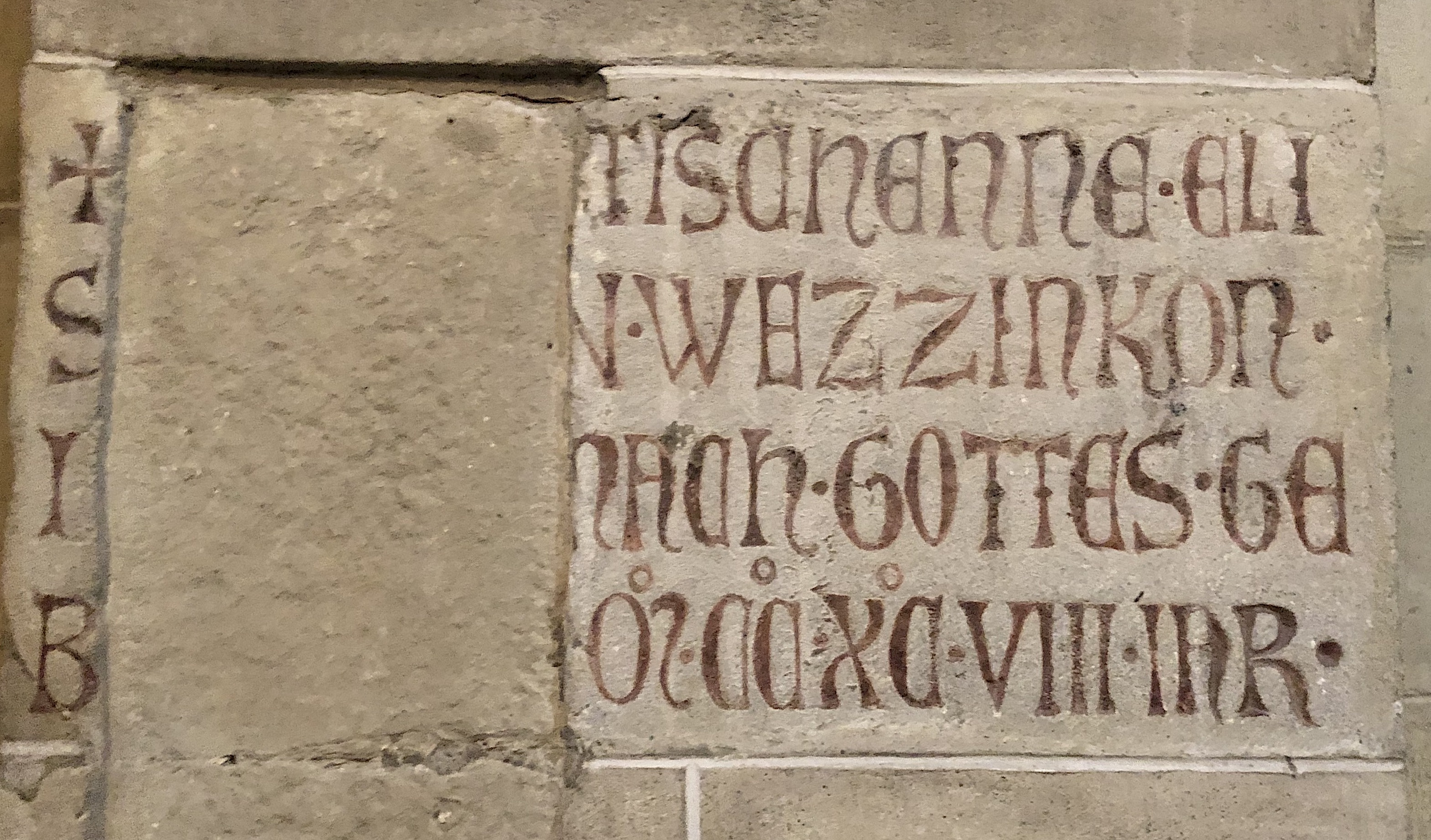
Inschrift im Fraumünster

Elisabeth war eine Tochter des Freiherrn Ulrich von Wetzikon. Erstmals erwähnt wird sie 1265 als Nonne im Fraumünster.
Ihre Ernennung zur Äbtissin 1270 war umstritten; den Ausschlag für ihre Wahl gab der Bischof von Konstanz, Eberhard II. von Waldburg. Mit ihrer Wahl wurde Elisabeth zur mächtigsten Frau der damaligen Zeit auf dem Gebiet der heutigen Schweiz. Das Kloster stand auf dem Höhepunkt seiner Macht und verfügte über riesigen Grundbesitz bis in die Innerschweiz. Elisabeth besass das Münzregal, das ihr mit einer Urkunde vom 25. Januar 1274 durch Rudolf I. von Habsburg verliehen worden war; ihn hatte sie im Jahr zuvor fürstlich bewirtet. Sie verpachtete die Zölle von Zürich, wählte den Bürgermeister und seinen Stellvertreter und war oberste Richterin der Stadt. Da es keinen Stadtschreiber gab, führte das Fraumünsterkloster auch die städtische Kanzlei.
Bis heute sind 170 Urkunden erhalten, die ihren Namen und teilweise auch ihr Siegel tragen und aufzeigen, dass sie sich von Amts wegen mit vielen verschiedenen Rechtsgeschäften befasste. Sie hatte weitreichende Beziehungen und politischen Einfluss über Zürich hinaus. So war ihr Meier Ritter Arnold von Silenen im Gründungsjahr der Alten Eidgenossenschaft 1291 der Landammann von Uri.
Kulturell führte Elisabeth in Zürich die Gotik ein, die im Querschiff des Fraumünsters erstmals auftritt. In einem Chorpfeiler ist folgende Inschrift über sie eingemeisselt: «(FROW EB)TISCHENNE ELI/S(ABETH VO)N WEZZINGKON/ I(N DEM IAR) NACH GOTTES GE/B(URT IM) MCCXCVIII IAR».

## Rezeption
Elisabeth von Wetzikon wird in einigen Werken der Literatur erwähnt:
- Johannes Hadlaub in der «Manessischen Liederhandschrift»: … von Zürich diu vürstin … - Aufgrund der Erwähnung Elisabeths und einiger anderer führender Bürger Zürichs wurde früher vermutet, die Erwähnten (und damit auch Elisabeth von Wetzikon) hätten zu einem literarischen Zirkel gehört, aus dem heraus auch die Liederhandschrift selber entstanden sei. Diese Annahme gilt heute aber als widerlegt.
- Friedrich Schiller im «Wilhelm Tell», 2. Akt, Rütliszene: Der Pfarrer Rösselmann erklärt: Der großen Frau zu Zürch bin ich vereidet …[1]
- Gottfried Keller in der Novelle «Hadlaub»: Da war vor allem Bischof Heinrich von Konstanz, ein schöner Mann mit dunklen Augen und Haar, mit ernsten, aber geistvollen Gesichtszügen; mit der beringten Hand hielt er die Hand der Fürstäbtissin von Zürich, die in weltlicher Damentracht neben ihm saß, eine still vorübergehende Erscheinung, die nur im Lichte jener Augen aufblühte. Zu seiner anderen Seite saß die Hausfrau des Ritters, von dem ebenfalls alt eingewohnten Stamme der Wolfleipsch, gleich neben ihr eine andere Konventualin der Abtei, Frau Elisabeth von Wetzikon, Muhme des Bischofs, die später die bedeutendste Äbtissin wurde, diese auch in weltlicher Tracht. – Auch die Kunigunde von Wasserstelz in derselben Novelle soll Elisabeth nachempfunden sein.

## Ehrung
Das Wirken der grossen Äbtissin des Fraumünsters wurde anlässlich des Sechseläutens 2009 von der Gesellschaft zu Fraumünster geehrt.